# Flesquières
Flesquières település Franciaországban, Nord megyében. Lakosainak száma 269 fő (2022. január 1.). Flesquières Cantaing-sur-Escaut, Marcoing, Noyelles-sur-Escaut, Graincourt-lès-Havrincourt, Ribécourt-la-Tour és Havrincourt községekkel határos.

## Népesség
A település népességének változása:
| Lakosok száma | 263  | 262  | 265  | 261  | 261  | 261  | 263  | 263  | 269  |
|               | 2013 | 2015 | 2016 | 2017 | 2018 | 2019 | 2020 | 2021 | 2022 |